# Xhanfise Keko
Xhanfise Keko (Gjirokastër, 27 de gener de 1928 - Tirana. 22 de desembre de 2007) va ser una directora de cinema albanesa.
Keko va ser un dels set fundadors de Kinostudio "Shqiperia e Re". Va ser la primera dona directora i va dirigir unes 25 pel·lícules diferents entre 1952 i 1984, inclosa la pel·lícula de 1975, Beni ecën vetë i Tomka dhe shokët e tij, ambdues premiades a el Festival de Cinema de Giffoni. Les seves pel·lícules generalment estaven dirigides al públic més jove, però els crítics contemporanis lloen el seu "enfocament sensible al seu material, una facilitat tècnica que supera els seus contemporanis i una veu molt original".
És la mare de l'escriptor albanès Teodor Keko.

## Filmography
- Taulanti kërkon një motër (1984)
- Një vonesë e vogël (1982)
- Kur xhirohej një film (1981)
- Partizani i vogël Velo (1980)
- Pas gjurmëve (1978)
- Tomka dhe shokët e tij (1977)
- Malësorët pas komisarëve (1976)
- Tinguj lufte (1976)
- Beni ecën vetë (1975)
- Për popullin, me popullin (1975)
- Reportazh nga Tropoja (1975)
- Qyteti më i ri në botë (1974)
- Mimoza llastica (1973)
- Kongresi i 6 PPSH (1972)
- Kryengritje në pallat (1972)
- Shkolla tingujt ngjyra (1972)
- ABC...ZH (1971)
- Nga festivali artistik i fëmijve (1969)
- Kalitemi nepërmjet aksioneve (1968)
- Lart flamujt e aksioneve (1968)
- Ato çajnë përpara (1967)
- Gra heroike shqiptare përpara (1967)
- Miqësi e madhe unitet luftarak (1966)
- Tregim për njerzit e punës (1963)
- Kongresi i 3 i PPSH (1952)